# Rahejärvi
Rahejärvi är en sjö i kommunen Ilomants i landskapet Norra Karelen i Finland. Den är 1,1 meter djup. Arean är 37 hektar och strandlinjen är 3,63 kilometer lång. Sjön  ingår i Vuoksens huvudavrinningsområde.   Den ligger omkring 78 kilometer öster om Joensuu och omkring 450 kilometer nordöst om Helsingfors. 